# Пуерто-Принсеса
Пуерто-Принсеса (тагал. Puerto Princesa) — місто на Філіппінах, на острові Палаван, адміністративний центр провінції Палаван. За даними 2000 року становить 161 912 жителів, 33 306 будинків. Відоме своїми крокодилячими фермами і підземними річками. Недалеко від міста створено Національний парк підземної річки (Puerto Princesa Subterranean River National Park), взятий під охорону ЮНЕСКО як пам'ятник Всесвітньої спадщини. Це явище природи пояснюється наявністю в околицях міста вапнякових карстових гірських порід, в яких легко утворюються порожнини, в яких і тече вода.
Місто назване на честь принцеси Еулалії де Бурбон, дочки Ізабелли II Іспанської, яка під час експедиції 1872 року і заснувала місто на острові Парагуас (він же — Палаван).
Місто Пуерто-Принсеса розташоване в середині острова Палаван. Приблизно 306 морських миль відділяє його від Маніли, 250 — від острова Панай, 250 — від Замбоанги.
Перша назва, Пуерто-де-ла-Принсеса, було пізніше скорочено.

## Клімат
Місто знаходиться у зоні, котра характеризується мусонним кліматом. Найтепліший місяць — квітень із середньою температурою 28.9 °C (84 °F). Найхолодніший місяць — січень, із середньою температурою 27.2 °С (81 °F).
| Клімат Пуерто-Принсеси  | Клімат Пуерто-Принсеси | Клімат Пуерто-Принсеси | Клімат Пуерто-Принсеси | Клімат Пуерто-Принсеси | Клімат Пуерто-Принсеси | Клімат Пуерто-Принсеси | Клімат Пуерто-Принсеси | Клімат Пуерто-Принсеси | Клімат Пуерто-Принсеси | Клімат Пуерто-Принсеси | Клімат Пуерто-Принсеси | Клімат Пуерто-Принсеси | Клімат Пуерто-Принсеси |
| Показник                | Січ.                   | Лют.                   | Бер.                   | Квіт.                  | Трав.                  | Черв.                  | Лип.                   | Серп.                  | Вер.                   | Жовт.                  | Лист.                  | Груд.                  | Рік                    |
| Абсолютний максимум, °C | 37                     | 37                     | 41                     | 38                     | 38                     | 38                     | 36                     | 37                     | 37                     | 37                     | 39                     | 37                     | 41                     |
| Середній максимум, °C   | 30                     | 30                     | 31                     | 32                     | 31                     | 30                     | 30                     | 30                     | 30                     | 30                     | 30                     | 30                     | 30                     |
| Середня температура, °C | 27                     | 27                     | 27                     | 28                     | 28                     | 27                     | 27                     | 27                     | 27                     | 27                     | 27                     | 27                     | 27                     |
| Середній мінімум, °C    | 23                     | 23                     | 24                     | 25                     | 25                     | 25                     | 24                     | 24                     | 24                     | 24                     | 24                     | 24                     | 24                     |
| Абсолютний мінімум, °C  | 20                     | 20                     | 20                     | 21                     | 22                     | 22                     | 22                     | 20                     | 20                     | 22                     | 18                     | 20                     | 18                     |
| Днів з дощем            | 4                      | 3                      | 3                      | 4                      | 8                      | 13                     | 15                     | 15                     | 14                     | 15                     | 12                     | 8                      | 114                    |
| ----------------------- | ---------------------- | ---------------------- | ---------------------- | ---------------------- | ---------------------- | ---------------------- | ---------------------- | ---------------------- | ---------------------- | ---------------------- | ---------------------- | ---------------------- | ---------------------- |
| Джерело: Weatherbase    |                        |                        |                        |                        |                        |                        |                        |                        |                        |                        |                        |                        |                        |

## Історія, народ і культура
Іспанські колонізатори заснували тут поселення 4 березня 1872 року з метою дослідження регіону. В 1894 році місто було визнане одним з найбільш красивих міст країни. Вже в той час тут був побудований зручний морський порт. В 1911 році новий, американський, уряд влаштував тут адміністративний центр провінції Палаван на чолі з мером Джоном Брауном.
Пуерто-Принсеса отримала в 1970 р статус «великого міста».
З часу свого заснування це був центр активності Палавану, центр торгівлі і промисловості, що розвивається, і ці традиції підтримуються його владою до нинішніх днів.
Хвилі переселенців з різних провінцій Філіппін, а також з різних країн, сприяли формуванню змішаного типу культури в столиці Палавану. Корінними є такі народності, як куйюнон, тагбанва і батаки. Кожна має свою самобутню культуру і мову. Тут поширені також тагальська, вісайя і  англійська, як мови міжнаціонального спілкування.

## Пам'ятки
- Собор Непорочного зачаття, побудований в 1872 р, на проспекті Рісаля.
- Парк принцеси Еулалії, заснований в 1872 р
- Парк Мендоса, розбитий на честь борців опору проти японських окупантів.
- Музей Палавану, поруч з парком Мендоса.